# فاغرية
الأسرة الفاغرية (الاسم العلمي: Zanthoxyloideae)، أسرة نباتات ضمن الفصيلة السذابية.